# Conviction (serie televisiva 2016)
Conviction è una serie televisiva statunitense del 2016 trasmessa dal 3 ottobre 2016 al 29 gennaio 2017 sul canale ABC. L'11 maggio 2017, la serie è stata cancellata dopo una stagione e 13 episodi trasmessi
In Italia, la serie è andata in onda su Fox Life dal 22 gennaio al 19 marzo 2017.

## Trama
La serie racconta le vicende dell'avvocatessa  e prima figlia di un ex presidente degli Stati Uniti Hayes Morrison, che accetta un'offerta di lavoro da un suo nemico ed ex fidanzato, il procuratore distrettuale di New York, Conner Wallace, per evitare di finire in carcere per possesso di cocaina e, quindi, evitare di danneggiare anche la campagna di sua madre per la candidatura al Senato.
Lavorando nel nuovo "Conviction Integrity Unit", Hayes insieme a Sam Spencer, Maxine Bohen, Tess Larson e Frankie Cruz, usano le loro menti per indagare sui casi in cui c'è il sospetto di errori giudiziari.

## Episodi
| Stagione       | Episodi | Prima TV USA | Prima TV Italia |
| -------------- | ------- | ------------ | --------------- |
| Prima stagione | 13      | 2016-2017    | 2017            |

## Personaggi e interpreti

### Principali
- Hayes Morrison, interpretata da Hayley Atwell, doppiata da Ilaria Latini.
La ribelle ex First Daughter degli Stati Uniti e l'avvocato difensore esperto che, dopo un pacco di cocaina, è ricattata dal procuratore distrettuale. La madre è attualmente candidata per il Senato degli Stati Uniti.
- Conner Wallace, interpretato da Eddie Cahill, doppiato da Francesco Bulckaen.
Ha creato il CIU e ha una storia professionale e personale con Hayes.
- Sam Spencer, interpretato da Shawn Ashmore, doppiato da David Chevalier.
Un assistente del procuratore distrettuale che è stato originariamente scelto per dirigere il CIU. Anche se è un giocatore di squadra, non è felice della sua retrocessione.
- Maxine Bohen, interpretata da Merrin Dungey, doppiata da Alessandra Cassioli.
Un ex detective della polizia di New York che ora lavora per il CIU come investigatore del DA.
- Tess Larson, interpretata da Emily Kinney, doppiata da Veronica Puccio.
Paralegale del CIU.
- Franklin "Frankie" Cruz, interpretato da Manny Montana, doppiato da Federico Campaiola.
Un ex detenuto che lavora per il CIU come tecnico forense.
- Jackson Morrison, interpretato da Daniel Franzese, doppiato da Patrizio Prata.
Fratello maggiore di Hayes e responsabile della campagna politica della madre.

### Ricorrenti
- Harper Morrison, interpretata da Bess Armstrong.
Madre di Hayes e Jackson, che è in corsa per il Senato degli Stati Uniti.
- Lisa Crozier, interpretata da Sarah Allen.
Una reporter che si occupa dello scandalo del lavoro sporco di Hayes e del CIU.
- John Bohen, interpretato da Nigel Gibbs.
Padre di Maxine.
- Naomi Golden, interpretata da Ilfenesh Hadera.
Avvocatessa di Wallace ed ex-fidanzata di Hayes e di Wallace.
- Matty Tan, interpretato da Alex Mallari Jr..
Un ragazzo accusato ingiustamente da Tess di omicidio quando era bambina. Dopo cinque anni di carcere viene scarcerato grazie all'esame del DNA.
- Rodney Landon, interpretato da Mike Doyle.
Un attivista bigotto che pianifica un attacco terroristico contro i musulmani con il compito di screditare Sam e la CIU.